# Prosthechea magnispatha
Prosthechea magnispatha es una orquídea epífita originaria de América.

## Descripción
Es una orquídea de tamaño medio, con hábitos de epifita y con pseudobulbos   agrupados, fuertemente aplanados que llevan 2 a 3 hojas apicales. Florece en el otoño y el invierno en una inflorescencia apical, simple,de 12 a 30 cm  de largo, con 4 a 7 flores que surge a través de una gran espata basal.

## Distribución y hábitat
Es endémica de México como una epifita de tamaño mediano, se encuentra en los bosques de roble montano húmedo y bosques mixtos en las elevaciones de 800 a 1.800 metros. 

## Taxonomía
Prosthechea magnispatha fue descrito por (Ames, F.T.Hubb. & C.Schweinf.) W.E.Higgins y publicado en Phytologia 82(5): 379. 1997[1998].
Etimología
Prosthechea: nombre genérico que deriva de las palabras griegas: prostheke (apéndice), en referencia al apéndice en la parte posterior de la columna.
magnispatha: epíteto latíno que significa "con espata grande".
Sinonimia
- Encyclia magnispatha (Ames, F.T.Hubb. & C.Schweinf.) Dressler
- Epidendrum magnispathum Ames, F.T.Hubb. & C.Schweinf. basónimo
- Pseudencyclia magnispatha (Ames, F.T.Hubb. & C.Schweinf.) V.P.Castro & Chiron[3][4]